# Moritz Steinla
Moritz Steinla (eigentlich Franz Anton Erich Moritz Müller; * 21. August 1791 in Steinlah, Haverlah bei Hildesheim; † 21. September 1858 in Dresden) war ein deutscher Kupferstecher, Holzschneider und Paläontologe.

## Leben
Müller arbeitete zunächst bei Friedrich Justin Bertuch, der einer seiner Förderer wurde. Auch sein Bruder Friedrich Theodor Müller (1797–1858) begann als Kupferstecher seine Laufbahn bei Bertuch, wo er für dessen Journal des Luxus und der Moden stach. Dabei hatte er auch in Johann Heinrich Meyer einen Auftraggeber, dessen schwierige Aufgaben er wohl zu meistern verstand. Mit 27 Jahren verließ Müller für immer Weimar und ging an die Dresdner Kunstakademie und nannte sich fortan nach seinem Geburtsort „Müller-Steinla“. Im Jahre 1837 erfolgte in Dresden seine Ernennung zum Professor. Als Kupferstecher erlangte Müller überregionale Bedeutung. Steinla war Neffe des Weimarer Druckers Justus Erich Walbaum, auf den die Walbaum-Antiqua zurückgeht.
Steinla, der Sohn eines Pfarrers, machte seine ersten Studien an der Kunstakademie in Dresden. Später begab sich dann aber nach Italien, wo er die professionelle Kupferstecherei bei Raffaello Morghen in Florenz und bei Giuseppe Longhi in Mailand erlernte. Dort beendete er 1829 seinen Stich nach Tizians berühmten Gemälde Christus mit dem Zinsgroschen.
Nach seiner Rückkehr wurde er etwa 1838 Professor für Kupferstecherkunst an der Dresdner Akademie.
Moritz Steinla beendete seine Lehrtätigkeit zum 1. April 1858 und verstarb nur wenige Monate später am 21. September 1858 in Dresden. Seine reichhaltigen Sammlungen von Gemälden, Kupferstichen, Münzen und Versteinerungen kamen großenteils in den Besitz der königlichen Sammlungen zu Dresden.
Sein Grab befindet sich auf dem Trinitatisfriedhof in Dresden.

## Werke
- 26 Werke im Kupferstichkabinett Staatliche Kunstsammlungen Dresden online
- Moses Mendelssohn. Porträt. Kupferstich, Gotha 1821.